# Peter Rost (Handballspieler)
Peter Rost (* 29. Juni 1951 in Leipzig) ist ein deutscher Handballspieler, -trainer und -funktionär. Sein größter Erfolg war der Gewinn der olympischen Goldmedaille als Kapitän und Spielmacher der Auswahl der DDR 1980 in Moskau.

## Karriere
In der Jugend spielte Rost beim BSG Leipzig Südwest und wurde 1966 Spartakiadesieger mit der Leipziger Bezirksauswahl. Außerdem war er DDR-Jugendmeister 1970 mit dem SC Leipzig. Er spielte von 1970 bis 1984 beim SC Leipzig und wurde 1972, 1976 und 1979 DDR-Meister.
Insgesamt wurde Peter Rost 216-mal international in der DDR-Auswahl eingesetzt, dabei erzielte er 339 Tore. Bei der Weltmeisterschaft 1974 wurde er Vize-Weltmeister und 1980 Olympiasieger, beides jeweils als Kapitän der Auswahl. Für seine sportlichen Erfolge wurde er 1980 mit dem Vaterländischen Verdienstorden in Silber und 1984 in Gold ausgezeichnet.
1984 wurde er zum Handballer des Jahres gewählt.
Als Trainer war er für die Frauen des Frankfurter Handball Clubs, die Männer des SC Magdeburg (1999) und des ThSV Eisenach (2001–2003) verantwortlich. Danach arbeitete er als Berater des HC Dresden; 2006 war er Sportmanager des 1. SV Concordia Delitzsch.

## Privates
Rost ist gelernter Triebfahrzeugschlosser und schloss die Schule mit der Hochschulreife ab. Danach studierte er an der DHfK Leipzig. Zudem ist er Diplom-Sportlehrer.
Er ist verheiratet mit Christina „Christa“ Rost, die als 170-fache Auswahlspielerin der DDR Handball-Weltmeisterin war und 1976 in Montréal olympisches Silber und vier Jahre später Bronze gewann. Ihr gemeinsamer Sohn Frank war Fußballtorwart und ist heute Fußballtrainer. Peter Rost lebt in Leipzig.

## Erfolge

### Spieler
Jugend
- Spartakiadesieger 1996 mit der Leipziger Jugendauswahl
- DDR-Jugendmeister 1970 mit dem SC Leipzig

SC Leipzig
- DDR-Meister 1972, 1976 und 1979

Nationalmannschaft
- Vize-Weltmeister 1974
- Olympische Goldmedaille 1980

### Trainer
SC Magdeburg
- EHF-Pokal 1999